# گروه بالتیکا
گروه بالتیکا (استونیایی: Baltika Grupp) شرکت پوشاک استونیایی است، که در سال ۱۹۲۸ تأسیس شد.